# Helena Radlińska
Helena Radlińska (Varsovie, 2 mai 1879 – Łódź, 10 octobre 1954) est une sociologue et pédagogue polonaise, fondatrice de la pédagogie sociale en Pologne. Elle s'est également intéressée à l'histoire de l'éducation, aux problématiques de l'alphabétisation et à la bibliothéconomie. Plusieurs études soulignent l'intérêt de ses travaux en sciences de l'éducation, en particulier en matière d'éducation populaire. Radlińska voyait en l'éducation la clé d'un avenir meilleur pour son pays : elle était très engagée dans la lutte pour l'indépendance nationale et dans l'action éducative. Elle est enterrée au cimetière de Powązki à Varsovie.

## Origines et milieu social
Helena est issue d'une famille juive appartenant à l'élite sociale et intellectuelle polonaise. Son père Aleksander Rajchman fut le cofondateur et le premier directeur de l'Orchestre philharmonique de Varsovie[réf. souhaitée], ainsi que l'éditeur de la revue Echos de la Musique, du Théâtre et des Arts (en polonais : Echo Muzyczne, Teatralne i Artystyczne). Sa mère Melania Hirszfeld travaillait dans le journalisme. La famille a tenu un salon qui réunissait la plupart des sommités polonaises de l'époque (Henryk Sienkiewicz, Maria Konopnicka, Ignacy Jan Paderewski, Eliza Orzeszkowa...).
Ses deux frères se sont également particulièrement illustrés dans leur domaine professionnel :
- Aleksander Rajchman était un mathématicien dont le nom a été donné à la Mesure de Rajchman. Il est mort au camp d'Oranienburg-Sachsenhausen en 1940.
- Ludwik Rajchman (1880 - 1965) était un bactériologiste renommé, directeur d'une agence sanitaire de la Société des Nations. Après avoir travaillé sur le Vaccin bilié de Calmette et Guérin (BCG), il fut nommé expert auprès du Conseil économique national de Chine dans les années 1930. Après la guerre, ce proche de Jean Monnet fut l'un des cofondateurs de l'UNICEF et son premier Président (de 1946 à 1950). Il collabora ensuite avec le chimiste français Jacques Tréfouël.

On peut aussi citer son cousin germain Ludwik Hirszfeld, microbiologiste et sérologiste ayant contribué à découvrir le Système ABO.

## Activités
Radlińska commence par s'intéresser à l'identité culturelle de la Pologne, ainsi qu'à l'histoire du système éducatif et aux méthodes pédagogiques. Elle publie notamment un ouvrage sur l'histoire de l'enseignement dans les écoles, puis une critique des manuels scolaires. Elle s'engage dans la lutte pour l'indépendance (la Pologne est alors sous domination russe) et participe à la rédaction d'un guide professionnel d'éducation post-scolaire. Elle se rapproche de plusieurs organisations scientifiques européennes et participe aux associations nationales et régionales polonaises, entreprend des recherches sur les questions historiques et théoriques du travail éducatif et mène des études empiriques qui la conduisent à élaborer le concept qu'elle nomme "pédagogie sociale". En 1908, elle publie un article intitulé « Des questions de pédagogie sociale » (en polonais : Z zagadnień pedagogiki społecznej) où elle expose cette conception.
En 1925 elle dirige le département de pédagogie sociale à l'Université libre de Pologne, où elle supervise la formation des travailleurs sociaux et divers travaux de recherche en sciences sociales. Parmi ses étudiantes se trouve Irena Sendler qui sauvera 2 500 enfants du ghetto de Varsovie pendant la guerre.
Elle publie le résultat de ces travaux empiriques dans les ouvrages suivants :
- Introduction à la pédagogie sociale (en polonais : Wstęp do pedagogiki społecznej),
- L'Attitude des parents selon le milieu social (en polonais : Stosunek wychowawczy do środowiska społecznego),
- Les Causes sociales des réussites et des échecs scolaires (en polonais : Społeczne przyczyny powodzeń i niepowodzeń szkolnych),
- Le livre au sein du peuple (en polonais : Książka wśród ludzi).

La Seconde Guerre mondiale met un terme provisoire à son activité universitaire, l'enseignement en polonais étant interdit et puni de mort dans les territoires incorporés au Reich. Recherchée par les Allemands, elle se cache sous le nom de Mme Rudnicki dans un couvent d'Ursulines de la rue Geşia à Varsovie. Elle continue néanmoins à diriger des activités d'enseignement clandestin au sein du Département militaire du Comité national suprême, qui assure la formation de l'armée secrète. Sous les pseudonymes H. Orsza, J. Strumiński, Warszawianin, elle prend également des responsabilités au sein de l'Organisation militaire polonaise. À la fin de la guerre, elle quitte le service des armées avec le grade de Lieutenant et rejoint l'Université de Łódź où elle travaille sur la question des orphelins de guerre.